# 聖米迦勒堂 (布萊頓)
圣米迦勒堂，全名聖米迦勒暨諸天使堂是英格兰南部布萊頓的一座圣公会教堂，建于维多利亚时期。它位于蒙彼利埃区的维多利亚路，在蒙彼利埃路以东。这是布萊頓和霍夫全市最大的教堂之一，被列为一级登录建筑。